# Vuelta a España 2008/1. Etappe
| Ergebnis der 1. Etappe            | Ergebnis der 1. Etappe | Ergebnis der 1. Etappe      | Ergebnis der 1. Etappe | Ergebnis der 1. Etappe |
| --------------------------------- | ---------------------- | --------------------------- | ---------------------- | ---------------------- |
| Etappensieger                     | Italien                | Liquigas                    | LIQ                    | 8:21 min               |
| Zweiter                           | Spanien                | Euskaltel-Euskadi           | EUS                    | + 0:08 min             |
| Dritter                           | Spanien                | Caisse d’Epargne            | GCE                    | + 0:09 min             |
| Vierter                           | Belgien                | Quick Step                  | QST                    | + 0:10 min             |
| Fünfter                           | Danemark               | Team CSC-Saxo Bank          | CSC                    | + 0:11 min             |
| Sechster                          | Italien                | Team Tinkoff Credit Systems | TCS                    | + 0:12 min             |
| Siebter                           | Niederlande            | Rabobank                    | RAB                    | + 0:13 min             |
| Achter                            | Kasachstan             | Team Astana                 | AST                    | + 0:14 min             |
| Neunter                           | Deutschland            | Team Milram                 | MRM                    | + 0:15 min             |
| Zehnter                           | Deutschland            | Team Gerolsteiner           | GST                    | + 0:18 min             |
| Zwischenstände nach der 1. Etappe |                        |                             |                        |                        |
| Gesamtwertung                     | Italien                | Filippo Pozzato             | LIQ                    | 8:21 min               |
| Zweiter                           | Italien                | Valerio Agnoli              | LIQ                    | gl. Zeit               |
| Dritter                           | Italien                | Manuel Quinziato            | LIQ                    | gl. Zeit               |
| Teamwertung                       | Italien                | Liquigas                    | LIQ                    | 8:21 min               |
| Zweiter                           | Spanien                | Euskaltel-Euskadi           | CSC                    | + 0:08 min             |
| Dritter                           | Spanien                | Caisse d’Epargne            | GCE                    | + 0:09 min             |

Die 1. Etappe der Vuelta a España 2008 am 30. August war ein 7,7 Kilometer langes Mannschaftszeitfahren in Granada.
Um 18:45 Uhr eröffnete das Continental Team Andalucía-Cajasur die 63. Vuelta a España. Die anschließend startende Mannschaft Tinkoff Credit Systems stellte eine erste Richtzeit auf, welche die nächsten drei Teams Milram, Silence-Lotto und Rabobank nicht unterbieten konnten. Erst die Quick-Step-Mannschaft erreichte eine bessere Zeit, die jedoch vom folgenden Team Liquigas mit 8:21 Minuten prompt unterboten wurde. Alle späteren Teams verpassten diese Zeit. Einzig Euskaltel-Euskadi kam an der Zwischenzeit bei 3,5 Kilometern annähernd an Liquigas heran, doch am Ende mussten sich die Fahrer ebenfalls geschlagen geben. Die bei dieser Etappe favorisierten Teams Caisse d’Epargne, Astana und CSC mit einigen Favoriten auf den diesjährigen Gesamtsieg konnten die Zeit von Liquigas auch nicht schlagen, so dass diese den ersten Etappensieg 2008 feiern konnten. Als Erster dieser Equipe überquerte Filippo Pozzato die Ziellinie und bekam deshalb das erste Goldene Trikot übergestreift.

## Aufgaben
- 86 Staf Scheirlinckx